# قسم المركزي (مهاباد)
قسم المركزي، (بالكردية: ناوچەی ناوەندی‏)، هي قسم في مقاطعة مهاباد، محافظة أذربیجان الغربیة في إيران.
حسب إحصاءات عام 2006، بلغ إجمالي السكان في قسم المركزي 179,697 نسمة وعدد المساكن بلغ 39,752 مسكن.
‌